# Minuartia rubella
Minuartia rubella — вид трав'янистих рослин родини гвоздичні (Caryophyllaceae). Етимологія: лат. rubella — «червонуватий».

## Опис
Одиночна багаторічна рослина з центральним коренем, широко розгалужені на рівні землі, а також з великою кількістю коротких вегетативних пагонів у часто щільній купині. Стебла зведені, зелені, 2–8(18) см. Листя перекривається, відносно щільне, пластини зелені, шилоподібні, 1.5–10 × 0.3–1.3 мм, кінчик зелений або фіолетовий, гострий чи загострений. Суцвіття 3–7-квіткові, відкриті або рідко квіти поодинокі. Квіти: чашолистки 2.5–3.2 мм, верхівка від зеленої до фіолетової, від гострої до загостреної; пелюстки еліптичні, у 0.8–1.3 рази довші за чашолистки, округлі вершини, цілі. Чашолистки, квітконіжки й стебла з короткими волосками. Капсули на ніжці ≈ 0.2 мм, яйцеподібні, 4.5–5 мм, довші за чашолистки. Насіння червонувато-коричневе, 0.4–0.5 мм, горбкувате; горби низькі, довгасті, закруглені. 2n = 24. Розмноження відбувається насінням; немає вегетативне розмноження.

## Поширення
Рослина арктичної Євразії (Велика Британія, Фарерські острови, Фінляндія, Ісландія, Норвегія (вкл. Шпіцберген), Росія, Швеція) та арктично-альпійської Північної Америки (Гренландія, Канада, США).
Населяє від арктичних низовин до скельних гребенів і гравійних, гірських, вапняних схилів у арктичній і альпійській тундрах, пустках і відкритих рідколіссях.

## Галерея

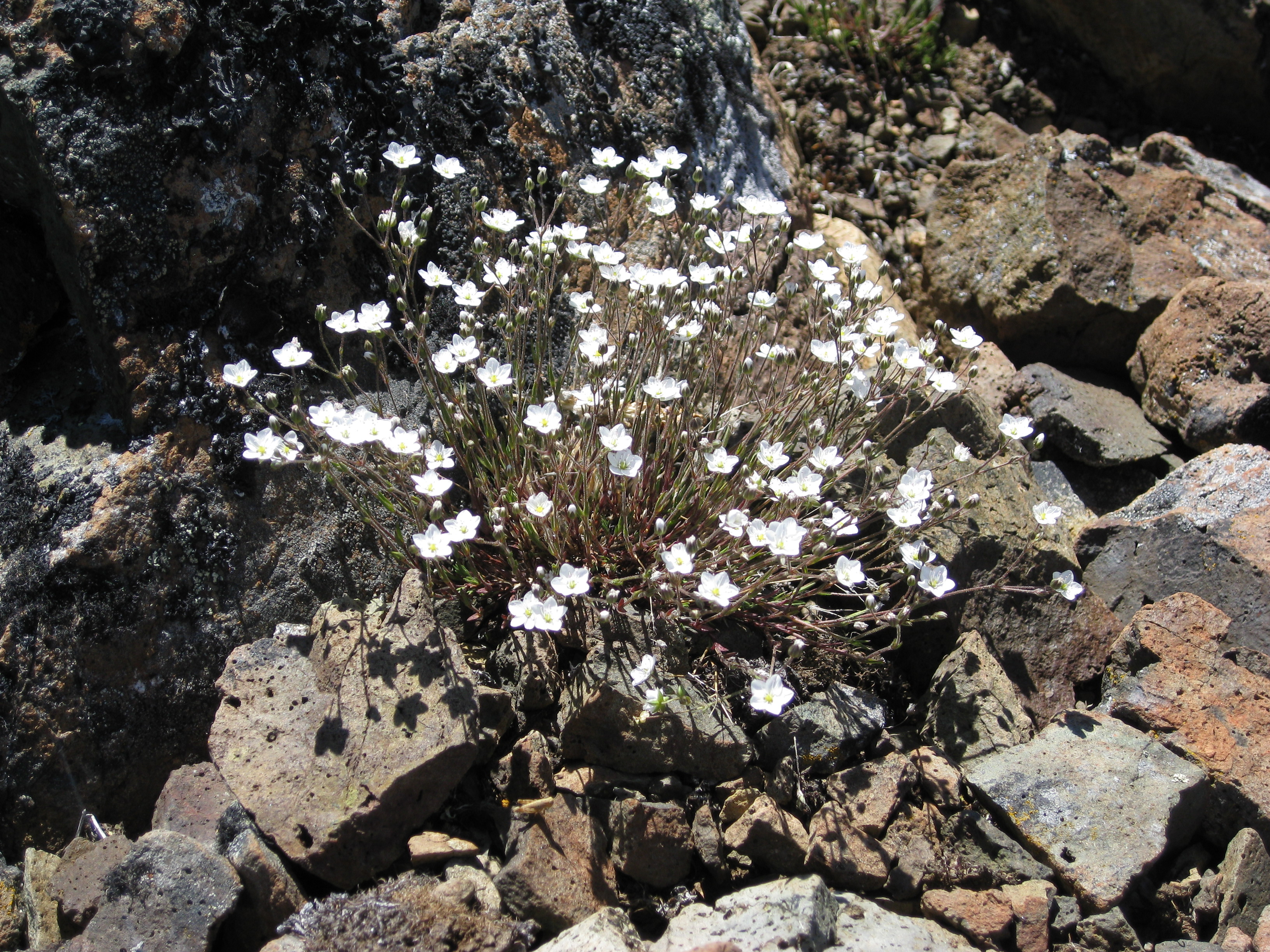